# میاداناندریانا
میاداناندریانا (به لاتین: Miadanandriana) یک منطقهٔ مسکونی در ماداگاسکار است که در مانجاکاندریانا (بخش) واقع شده است.
 میاداناندریانا  ۱۰٬۰۰۰ نفر جمعیت دارد و ۱٬۳۸۸ متر بالاتر از سطح دریا واقع شده است.